# Oonops tubulatus
Oonops tubulatus là một loài nhện trong họ Oonopidae.
Loài này thuộc chi Oonops. Oonops tubulatus được miêu tả năm 1916 bởi Dalmas.